# Pyramidelloidea
Pyramidelloidea Gray, 1840 è una superfamiglia di molluschi gasteropodi del superordine Pylopulmonata.

## Descrizione
Il raggruppamento comprende molluschi di piccole dimensioni, da 2 a 10 mm, che presentano un'ampia varietà di forme della conchiglia.

## Biologia
La biologia e l'ecologia di molte specie della superfamiglia sono ancora poco note. Molte specie sono predatori carnivori o ectoparassiti di una ampia varietà di organismi bentonici (molluschi bivalve, sipunculidi, idrozoi, echinodermi, crostacei, policheti).

## Distribuzione e habitat
La superfamiglia ha una distribuzione cosmopolita.

## Tassonomia
La tassonomia dei Gasteropodi di Bouchet & Rocroi del 2005 assegnava la superfamiglia al gruppo informale Allogastropoda.
Secondo la classificazione attualmente accettata, la superfamiglia appartiene al superordine Pylopulmonata e comprende le seguenti famiglie:
- Amathinidae Ponder, 1987
- Heteroneritidae Gründel, 1998 †
- Pyramidellidae Gray, 1840
- incertae sedis: Microthyca A. Adams, 1863

### Alcune specie

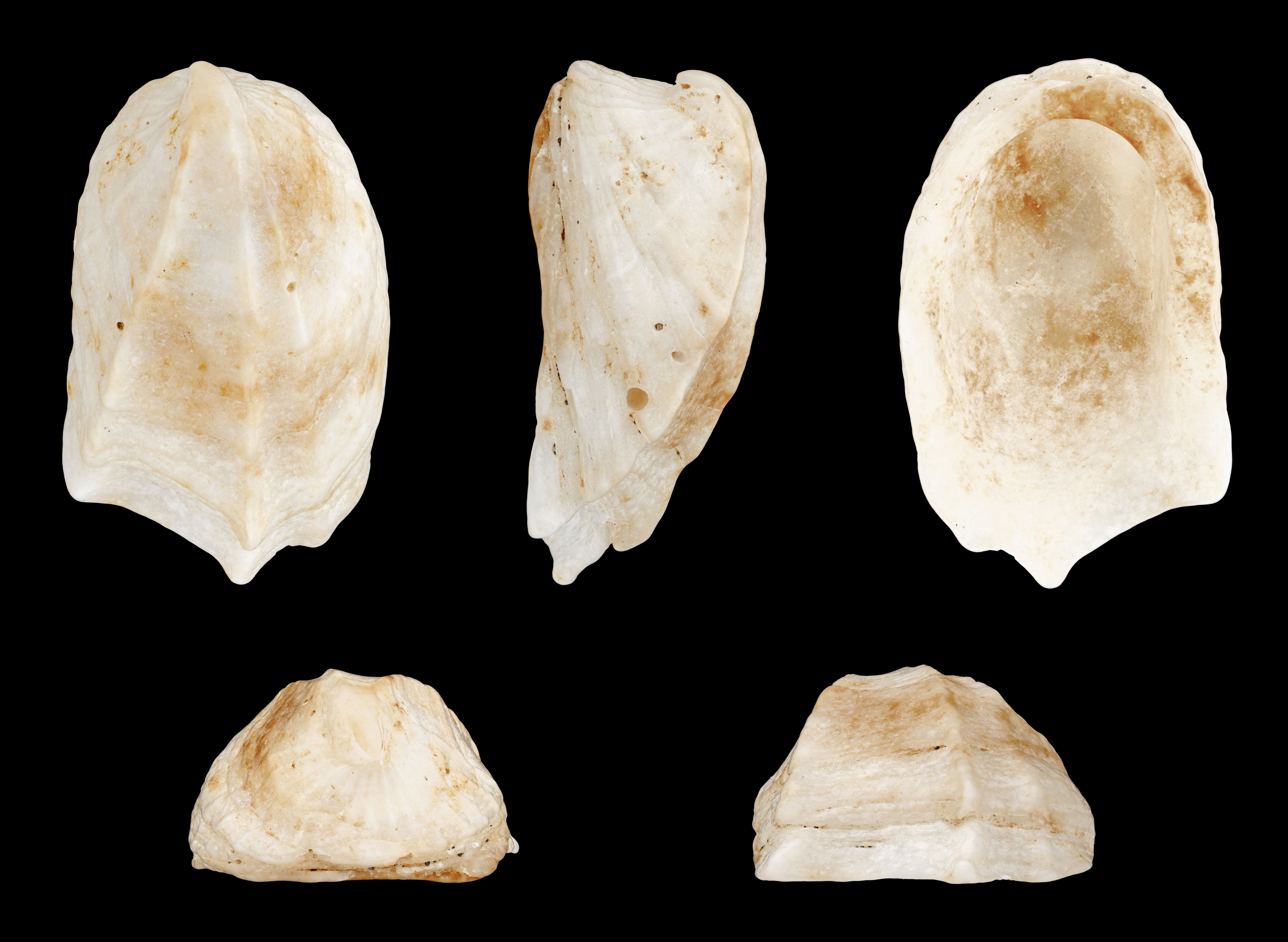
Amathina tricarinata (Amathinidae)
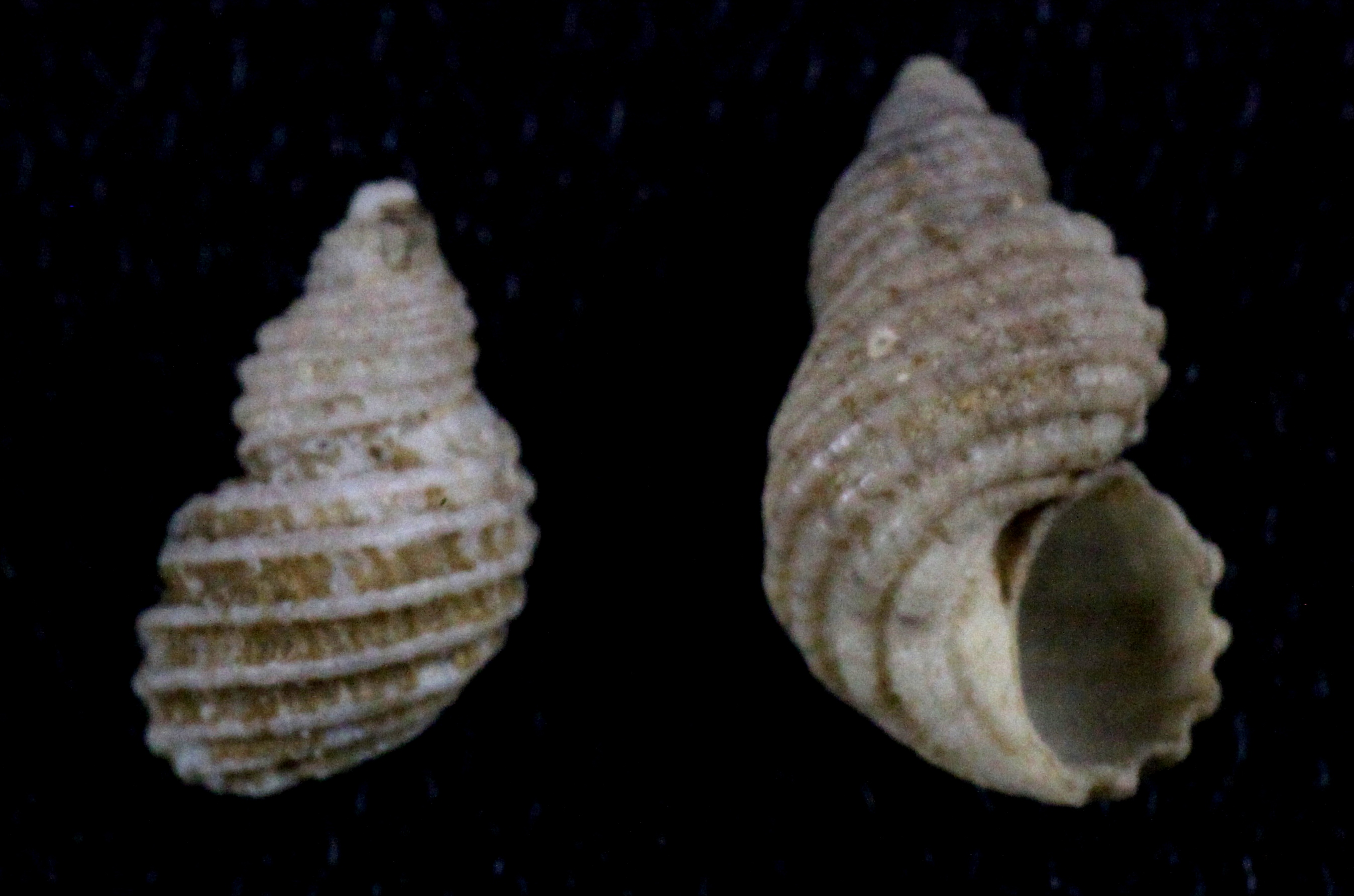
Iselica ovoidea (Amathinidae)
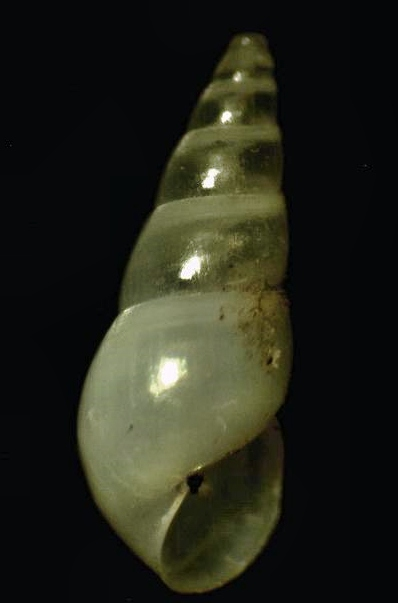
Auristomia fusulus (Pyramidellidae)
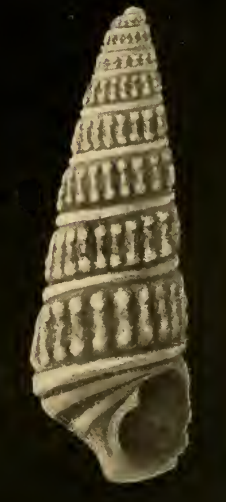
Babella caelatior (Pyramidellidae)
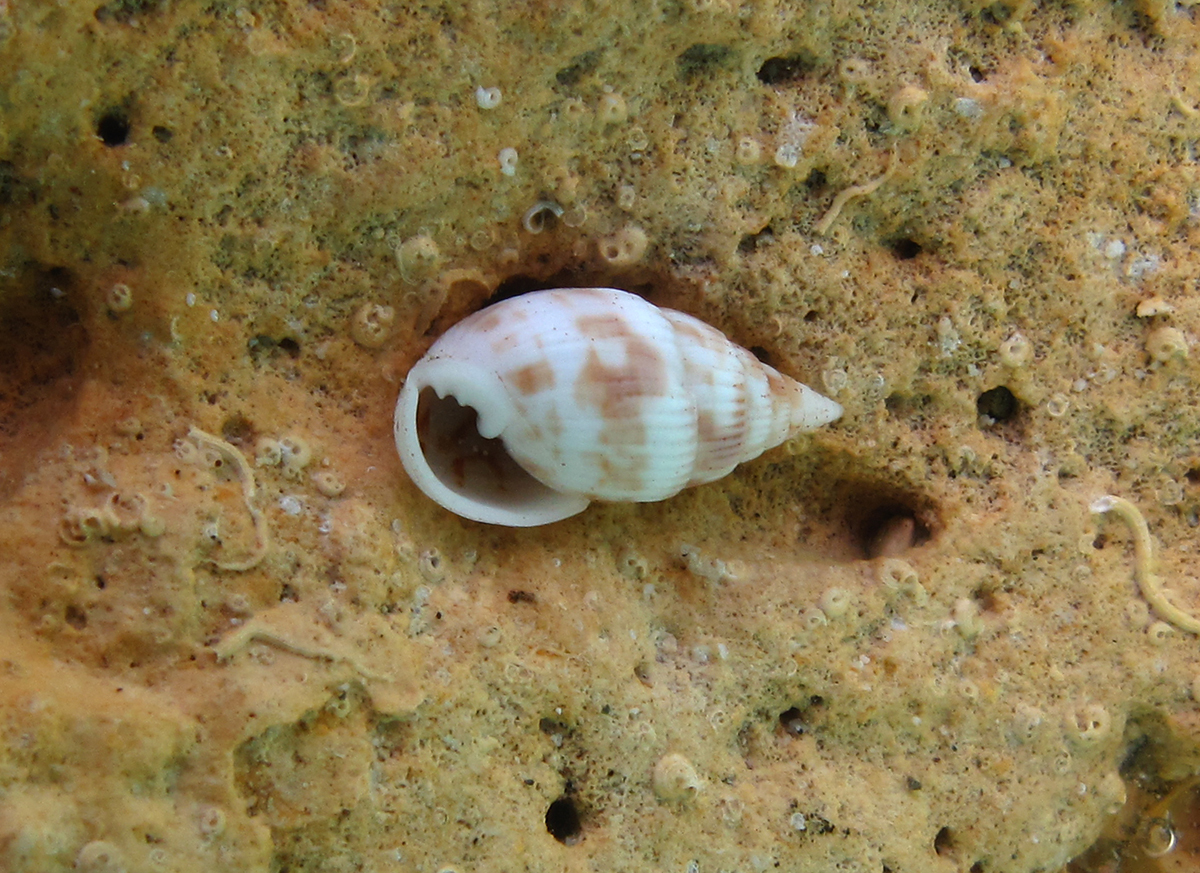
Otopleura nitida (Pyramidellidae)